# Czesław Michniewicz
Czesław Michniewicz, né le 12 février 1970 à Biarozawka en Biélorussie, est un ancien joueur de football polonais, reconverti en entraîneur.
Durant sa carrière de joueur professionnel, entre 1985 et 2000, il a évolué au poste de gardien de but.

## Biographie

### Enfance
Il naît à Biarozawka en Biélorussie lors d'une visite familiale rendue à son grand-père qui y réside. Il passe son enfance dans le village de Biskupiec.

### Carrière d’entraîneur
Le 31 janvier 2022, il est nommé sélectionneur de l'équipe de Pologne. Il participe avec sa sélection à la Coupe du monde 2022. Son équipe est éliminée par la France en huitième de finale (3-1). Une fois cette compétition terminée, Czesław Michniewicz est licencié par sa fédération en date du 31 décembre 2022.

### Polémique
Il est régulièrement interrogé par la presse polonaise sur sa proximité avec Ryszard Forbrich (pl) (dit «Fryzjer »), criminel condamné à 4,5 années de prison pour avoir dirigé un réseau organisé qui acceptait et versait des pots-de-vin en échange du trucage de résultats de matchs. Les investigations menées dans cette enquête ont révélé 711 appels téléphoniques entre Michniewicz et Forbrich. Michniewicz n'a jamais été condamné et nie toute implication en affirmant que les appels ont été passés dans le cadre du travail de Forbrich au sein de la fédération de football de Grande-Pologne dont il occupait le poste de vice-président.

## Palmarès

### Palmarès joueur
| Amica Wronki - Coupe de Pologne (2) : - Vainqueur : 1998-1999, 1999-2000. - Supercoupe de Pologne (1) : - Vainqueur : 1999. |

### Palmarès entraîneur
| Lech Poznań - Coupe de Pologne (1) : - Vainqueur : 2003-04. - Supercoupe de Pologne (1) : - Vainqueur : 2004. |  | Zagłębie Lubin - Championnat de Pologne (1) : - Champion : 2006-07. - Supercoupe de Pologne (1) : - Vainqueur : 2007. |  | Legia Varsovie - Championnat de Pologne (1) : - Champion : 2020-21. |